# The Visit (album de Loreena McKennitt)
Pour les articles homonymes, voir The Visit.
Albums de Loreena McKennitt
Parallel Dreams
(1989) The Mask and Mirror
(1994)
The Visit est le quatrième album de Loreena McKennitt, sorti en 1991.
C'est à partir de cet album, premier grand succès de la musicienne, que se met vraiment en place la recette musicale caractéristique de Loreena McKennitt : musique celtique avec intrusions d'autres musiques du monde, arrangements chatoyants à base d'instruments traditionnels essentiellement, alternance de morceaux lents et rapides et conclusion de l'album planante et rêveuse.
Par rapport aux albums suivants, The Visit se caractérise cependant par une ambiance générale un peu plus reposante.

## Liste des morceaux
| No | Titre                         | Auteur                                   | Durée |
| -- | ----------------------------- | ---------------------------------------- | ----- |
| 1. | All souls night               | Loreena McKennitt                        | 5:09  |
| 2. | Bonny Portmore (traditionnel) |                                          | 4:21  |
| 3. | Between the shadows           | Loreena McKennitt                        | 3:42  |
| 4. | The lady of Shalott           | Loreena McKennitt / Alfred Lord Tennyson | 11:34 |
| 5. | Greensleeves (traditionnel)   | Roi Henry VIII                           | 4:26  |
| 6. | Tango to Evora                | Loreena McKennitt                        | 4:10  |
| 7. | Courtyard lullaby             | Loreena McKennitt                        | 4:57  |
| 8. | The old ways                  | Loreena McKennitt                        | 5:44  |
| 9. | Cymbeline                     | Loreena McKennitt / William Shakespeare  | 5:07  |